# Кены

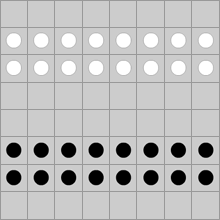
Начальная позиция в кены (доска перевернута).

Кены (осет. къентæ) — шашечная игра из Осетии. Вариация распространённой на Кавказе шашечной игры, называющейся у армян «тама», у курдов «таме» и т. д.
Цель игры — лишение всех ходов соперника через уничтожение всех шашек или их блокировки.
Если в течение десяти ходов не было ни одной жертвы, то партия считается ничейной.

## Термины и правила
- Кен — шашка, игровая фишка. Всего у каждого соперника их по 16, белого или черного цвета. Кен может ходить вперед, вправо и влево на свободную соседнюю клетку либо перескочить через стоящий рядом свой кен, если клетка за ним свободна (этого правила нет в других шашках). Ударный ход совершается путём перескока через кен противника на свободную клетку вперед, в стороны, назад (последнего правила нет в армянских шашках). Правила большинства (как в армянских и турецких шашках) нет.
- Перец — дамка, кен, дошедший до первой линии соперника. Перец перемещается максимально свободно по вертикали и горизонтали. Дамка бьёт шашки противника, стоящие от неё через любое количество пустых клеток спереди, справа и слева, если следующее за шашкой поле свободно. Как и простая шашка, дамка может за один ход побить несколько шашек противника.

В ряде шашечных программ реализована игра в кены.